# Elaphria devara
Elaphria devara là một loài bướm đêm trong họ Noctuidae.